# Francis Gary Powers
Francis Gary Powers (n. 17 august 1929, Jenkins, Kentucky; d. 1 august 1977, Encino, Los Angeles, California) a fost un pilot american, care într-o acțiune de spionaj aerian a fost doborât la Ekaterinburg (Ural) de artileria antiaeriană sovietică. La 10 februarie 1962 el a fost cedat de sovietici Statelor Unite ale Americii, în schimbul agentului sovietic Rudolf Ivanovici Abel. Schimbul a avut loc pe podul Glienicke, un pod peste Havel care lega Berlinul de Vest cu Potsdam (RDG).